# Amakondera
De term amakondera staat voor twee betekenissen; enerzijds is het een muzikale hoorn en anderzijds een instrumentaal ensemble waarin dergelijke hoorns bespeeld worden samen met twee trommels.

## Instrument
Dit Afrikaans muziekinstrument dat voorkomt in Rwanda, bestaat uit een stuk bamboe van 35-50 mm diameter met een ovaal of rechthoekig mondstuk aan de zijkant, een open rietje aan het uiteinde om bij afdekking een tweede toon te creëren en aan het andere uiteinde een kalebas als paviljoen en klankkast, vaak overspannen met een dierenhuid.

## Ensemble
Het Ensemble Amakondera bestaat tegenwoordig uit ongeveer tien muzikanten. Dit lag vroeger echter vaak hoger (tot 20). Het ensemble begeleidt vaak een groep intore-dansers, waarbij de muzikanten, afhankelijk van de grootte van de groep op één of twee rijen, de dansers voorafgaan.
De oorsprong van dit ensemble ligt wellicht niet in Rwanda. De oudste orale bron gaat terug tot koning Yuhi IV Gahindiro (1795-1825) die goede relaties onderhield met naburige koninkrijken en zo openstond voor buitenlandse invloeden. Het is vooral onder Yuhi V Musinga (1896-1931) dat het Amakondera Ensemble tot een nieuwe bloei komt en zich ontwikkelt tot zijn huidige vorm. Musinga zou enkele Abazinza hebben uitgenodigd om de speeltechniek van de amakondera aan te leren aan de Twa.